# Olai Fauske
Olai Fauske (20. listopadu 1887, rodinná farma v Naustdal – 3. března 1944, Førde) byl norský portrétní a krajinářský fotograf.

## Životopis
V roce 1905 Fauske pokračoval ve výuce u fotografa Otty Talleho v Bergenu. Ve stejném roce se etabloval jako fotograf s provozovnou ve svém domě. V roce 1912 založil studio ve Førde a společnost pojmenoval O. Fauske. Hodně cestoval a fotografoval ve svém rodném městě a okolních oblastech – většinou krajiny a portréty. Důležitou součástí zákaznické základny Fauskeho byli spoluobčané a další lidé z Sunnfjordu, kteří emigrovali do Spojených států. Společnost po jeho smrti převzal fotograf Tom Vassdal.

## Fotoarchiv
Dochoval se jeho archiv negativů, firemní archiv a další různé předměty. Archiv obsahuje asi 8 000 negativů a je k dispozici online u Fylkesarkivet i Sogn og Fjordane. V muzeu ve Sunnfjordu jsou zachovány předměty z Fauskeho studia ve Førde.

## Galerie

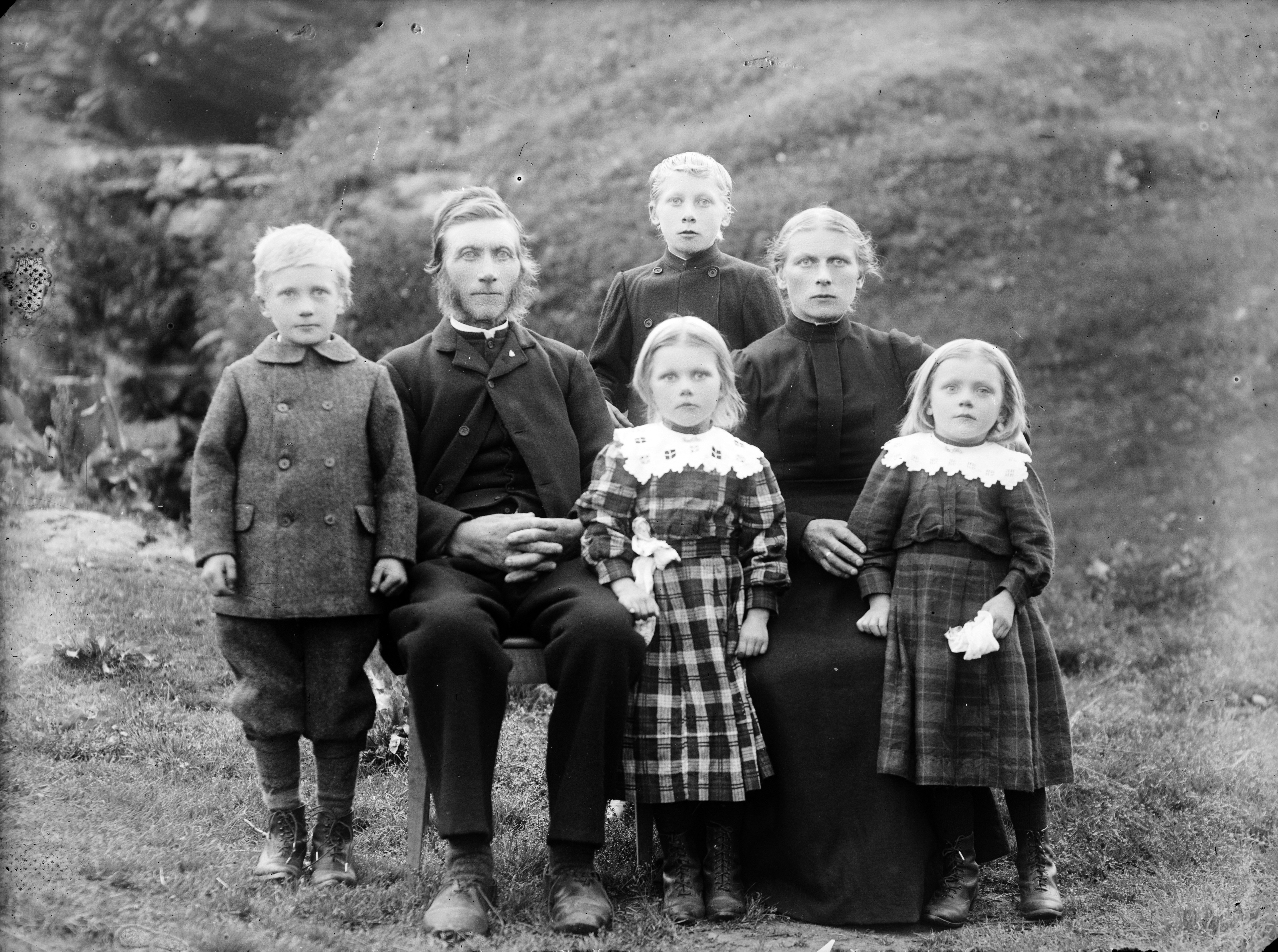
Rodina Solheimových, asi 1910
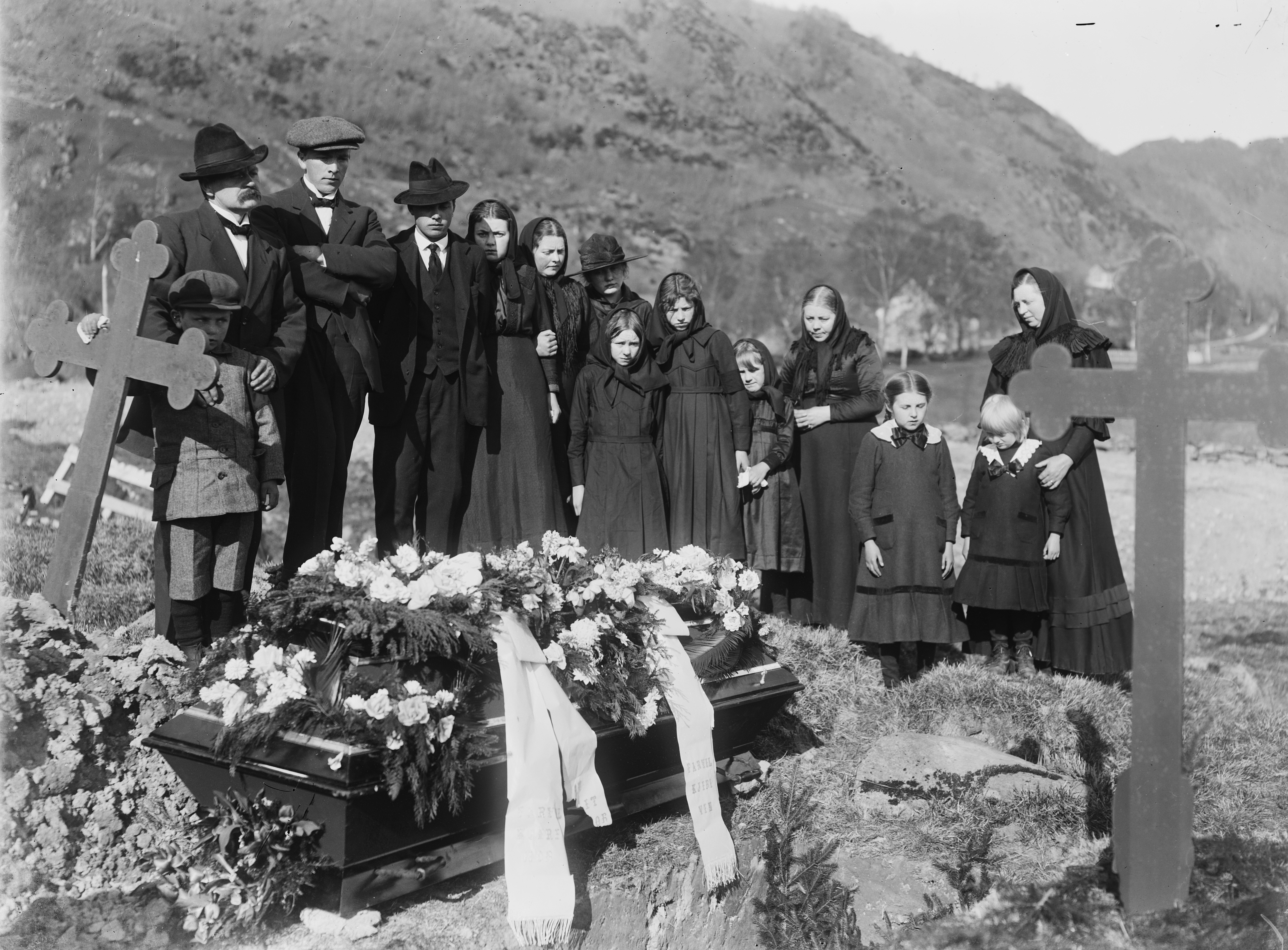
Rodina se shromáždila kolem rakve ve dvoře kostela, asi 1912–1920
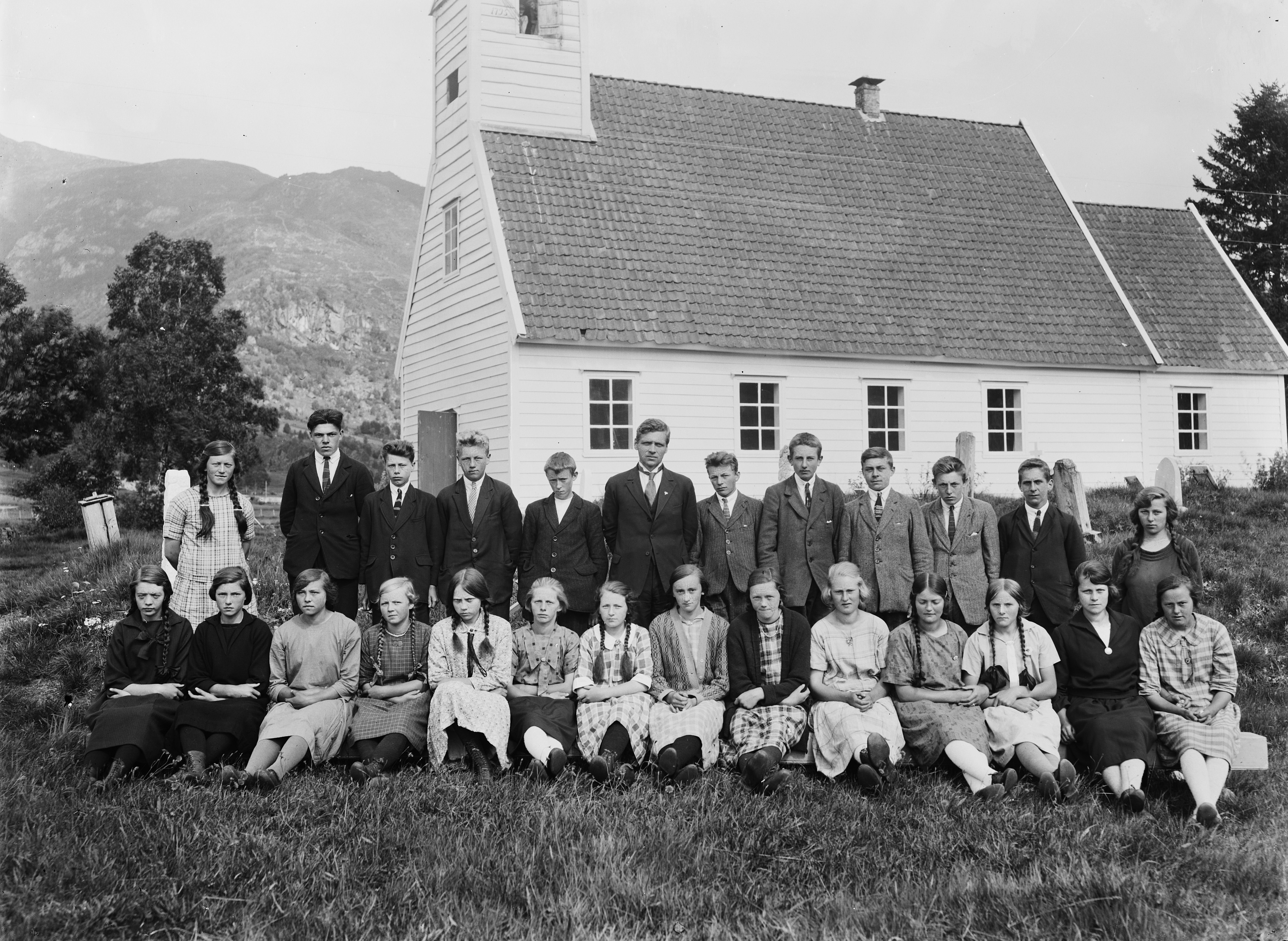
Skupina věřících, kteří mají podstoupit iniciační rituál, kostel v Ålhus, 1927
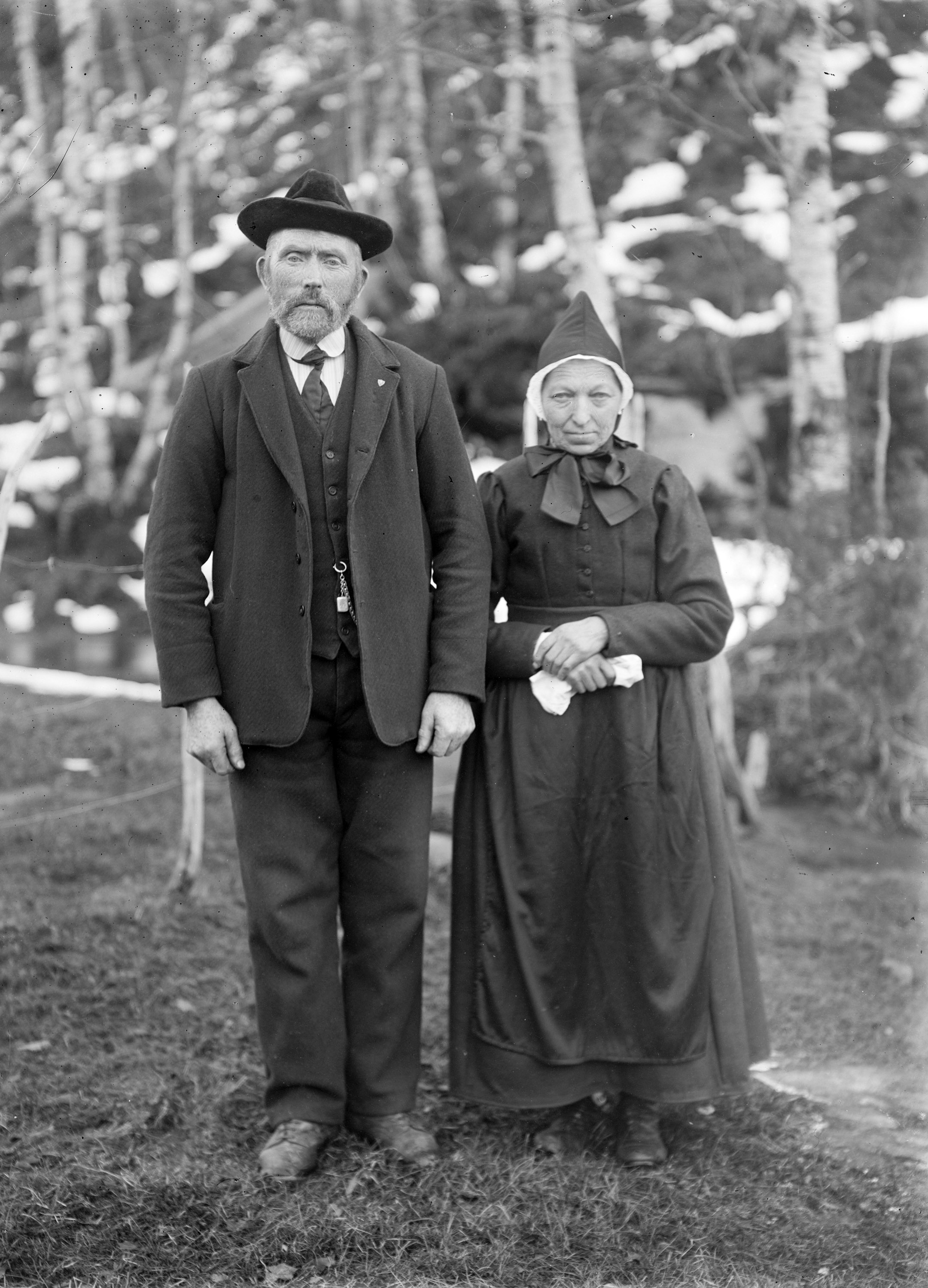
Andreas A. Holsen a Severine K. Holsen, asi 1905–1915
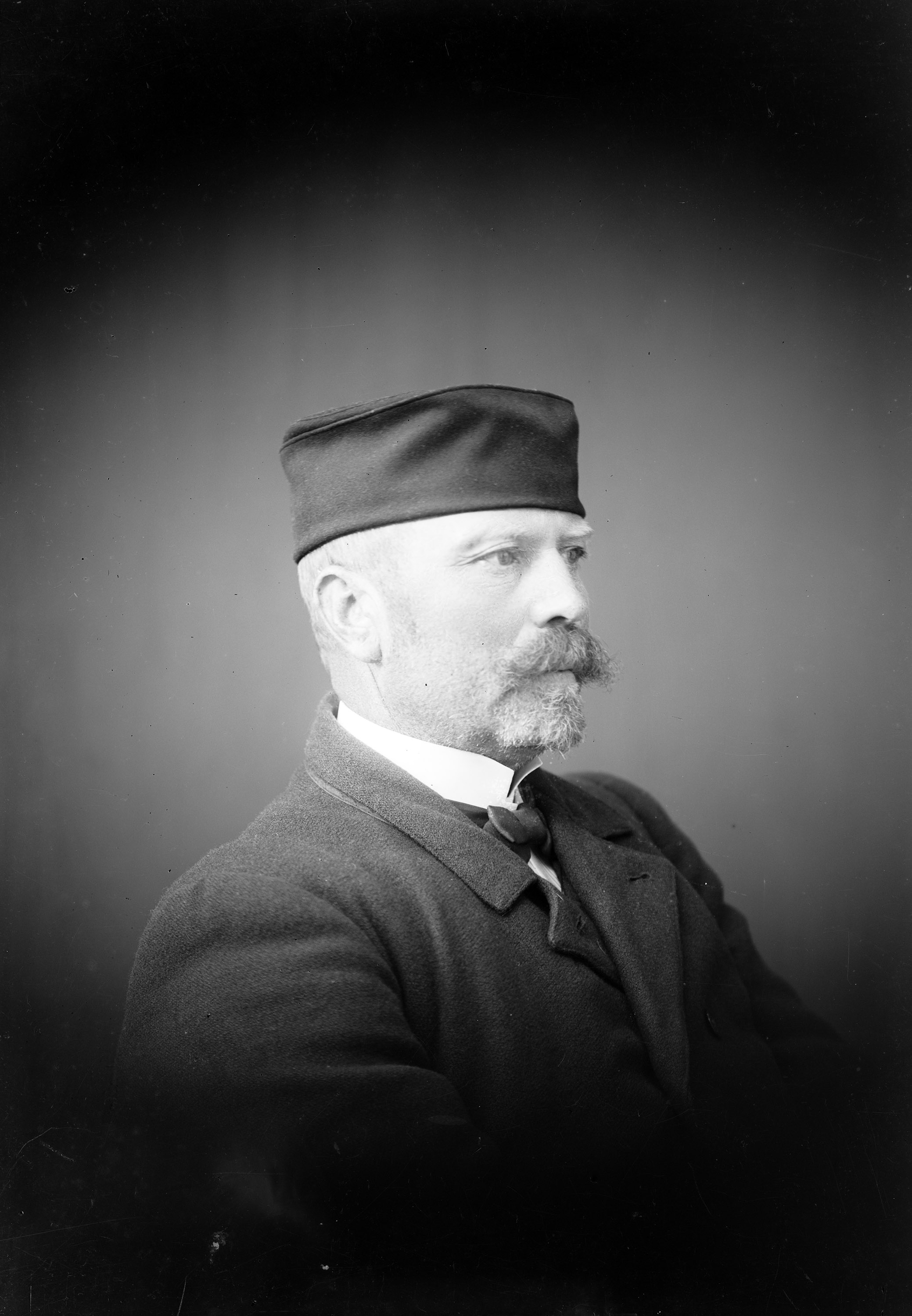
Anton Fond, asi 1920
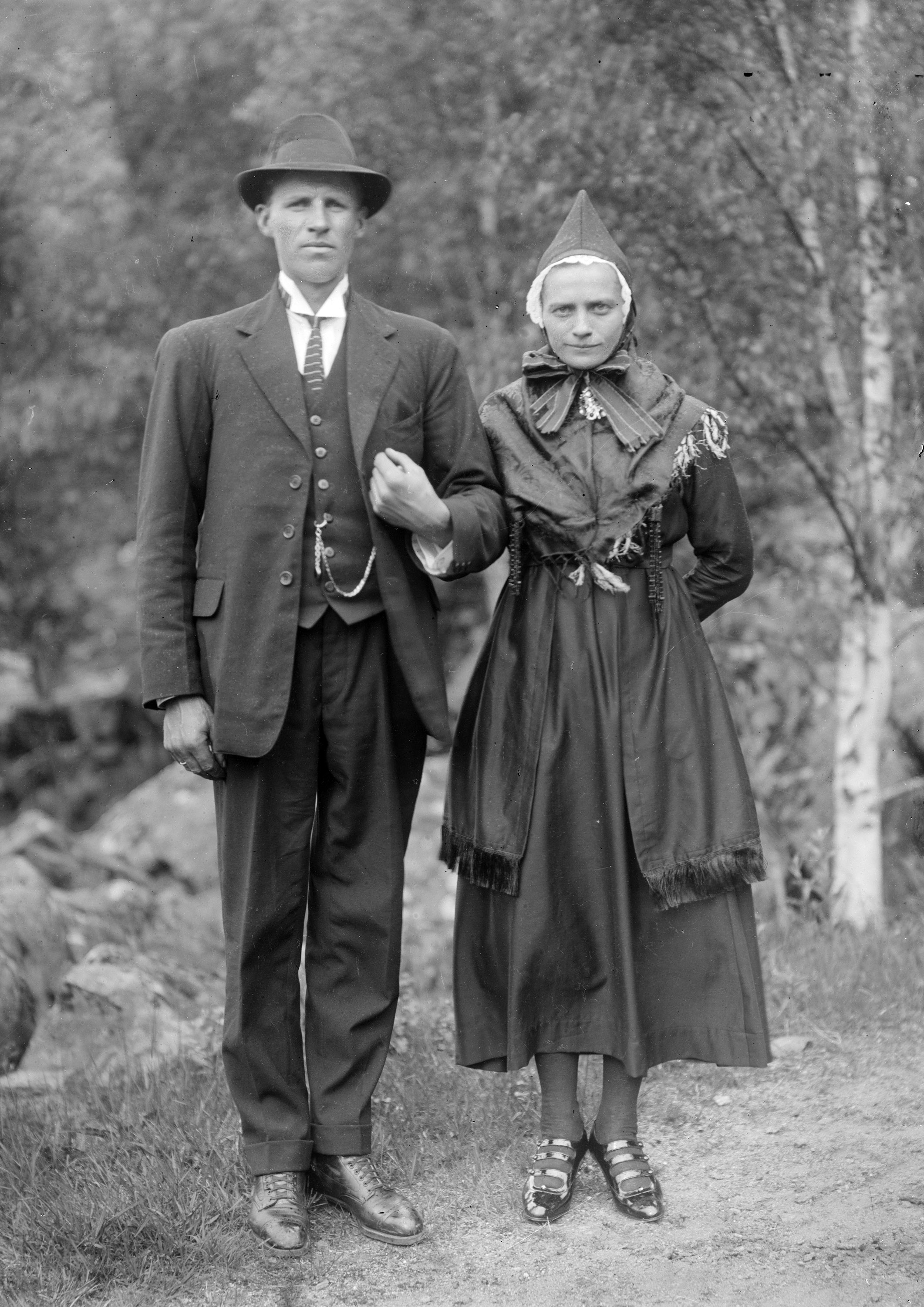
Svatební fotografie ženicha a nevěsty, Bjørkedalen, Førde, 1921
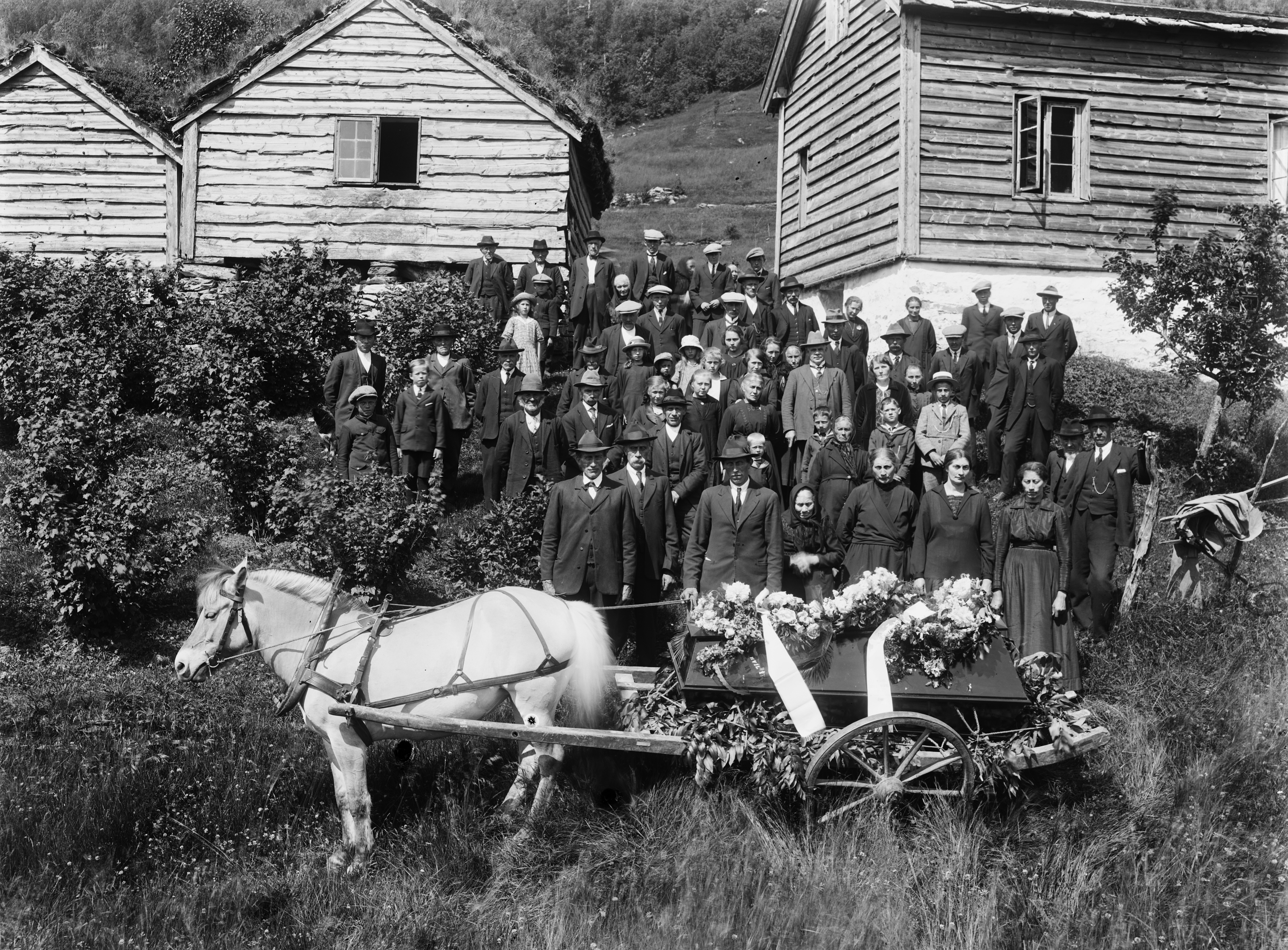
Pohřební procesí u domu zemřelého, asi 1912–1930
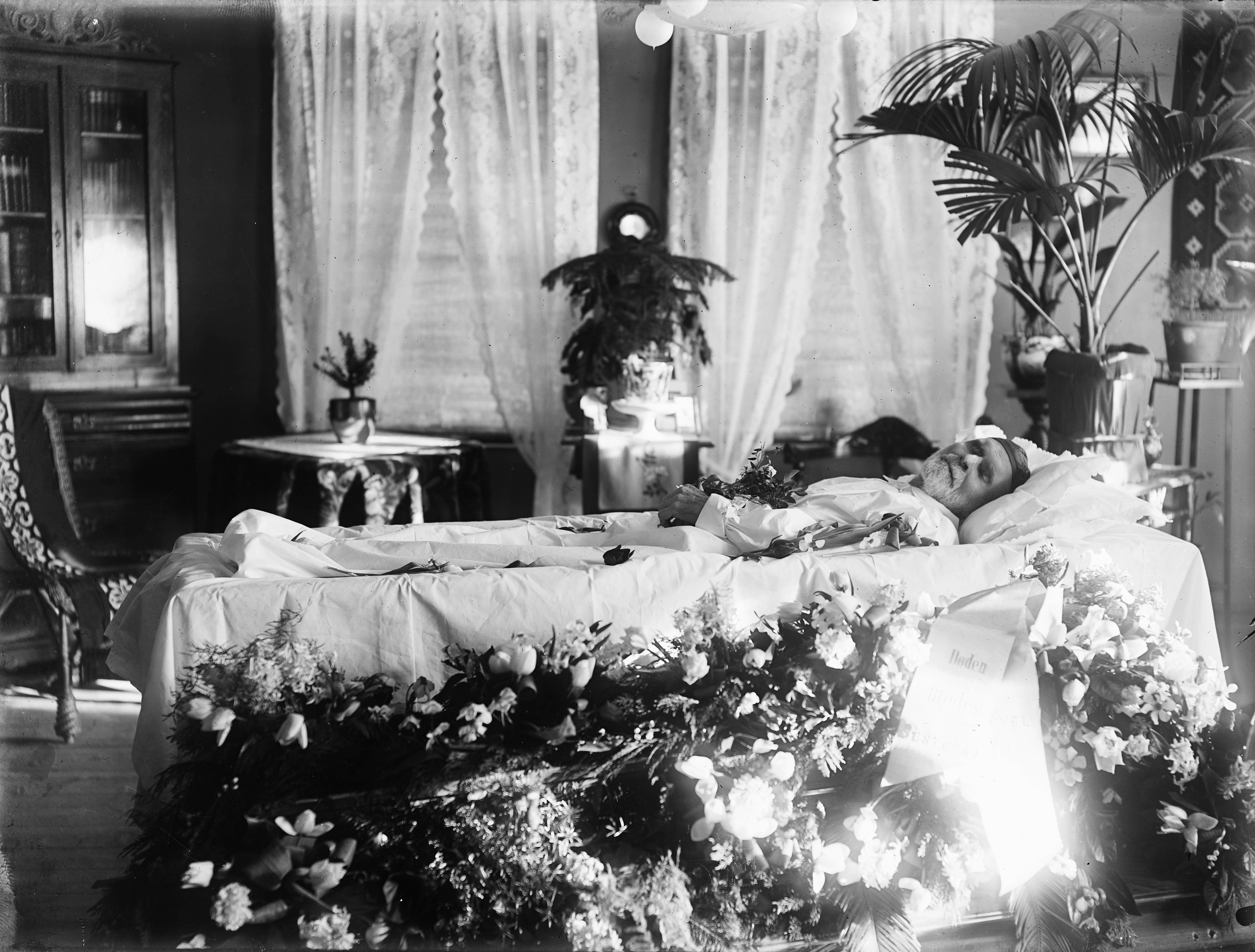
Posmrtná fotografie, asi 1912–1930